# Рибера, Роман Сирера
Роман Рибера Сирера более известный, как Рома Рибера (исп. Román Ribera Cirera; 13 декабря 1848, Барселона — 29 мая 1935 там же) — испанский каталонский художник.

## Биография
Обучался в частной Академии искусств испанского и каталонского художника, графика и акварелиста Пере Боррель дель Казо.
В 1873 году отправился в Рим, чтобы завершить своё образование. В Риме познакомился с известным художником-ориенталистом Мариано Фортуни, который оказал большое влияние на его стиль.
Позже поселился в Париже.
В то время, когда большинство художников были увлечены импрессионизмом, Рома Рибера нашёл вдохновение в работах художников академического направления Джеймса Тиссо и Альфреда Стевенса.
В 1878 году он участвовал во всемирной выставке в Барселоне, где представил серию своих акварелей. Вернувшись в Барселону в 1889 году, выставлялся на старейшей художественной галерее в Барселоне — Sala Pares. Изредка экспонировал свои картины на выставке в Мадриде.
В 1902 году стал членом барселонской Королевской академии изящных искусств Сант-Жорди, был выбран в Совета каталонских музеев.

## Избранные картины

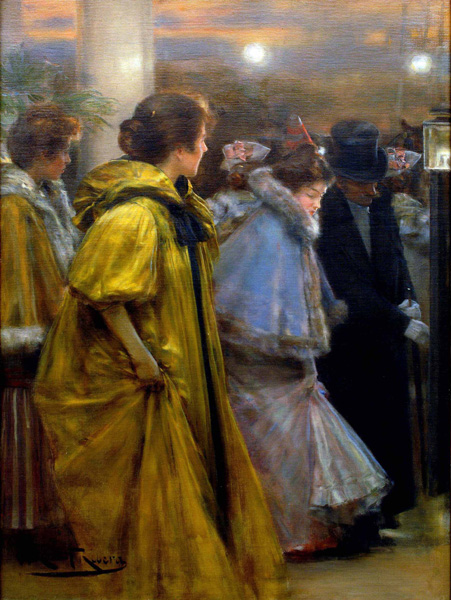
Покидая театр Лисео
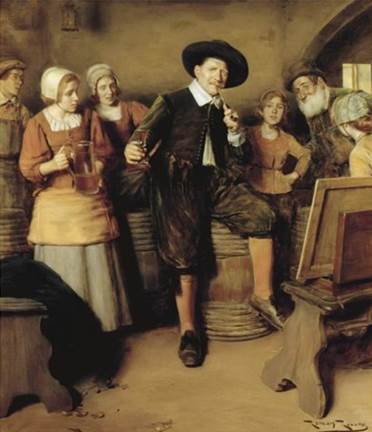
В таверне
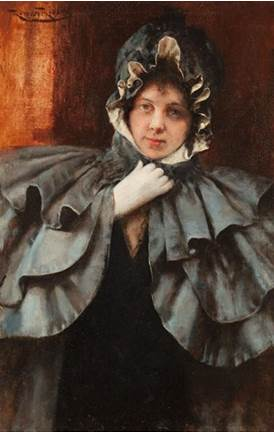
Портрет молодой женщины
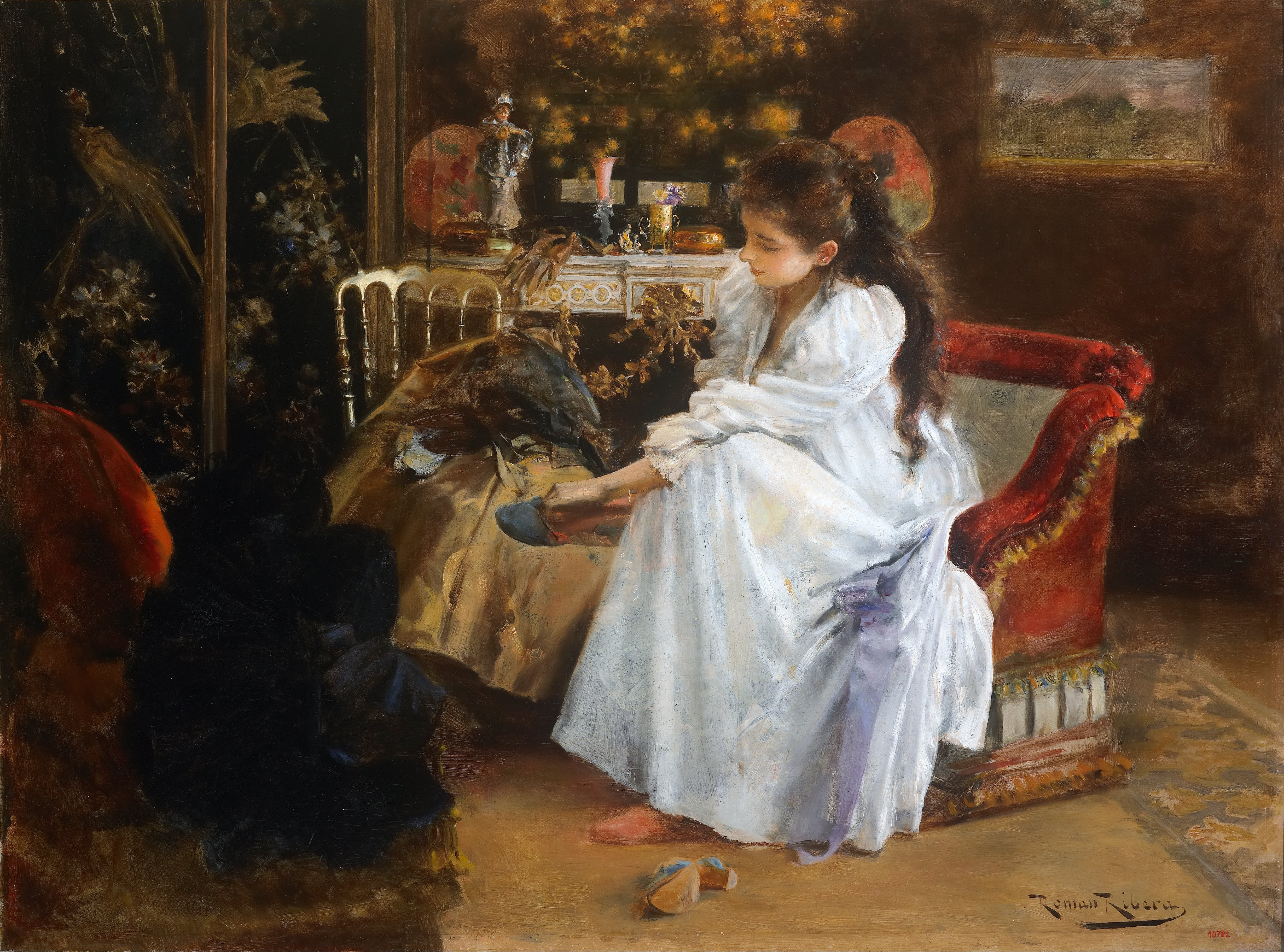
Вечер
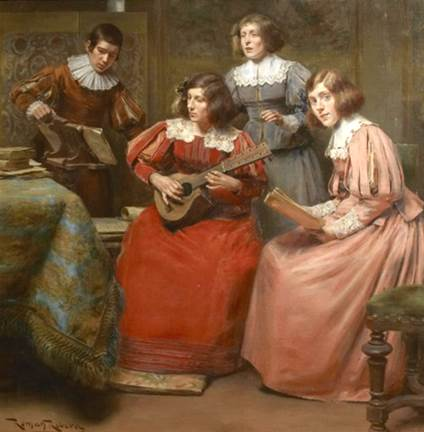
Репетиция
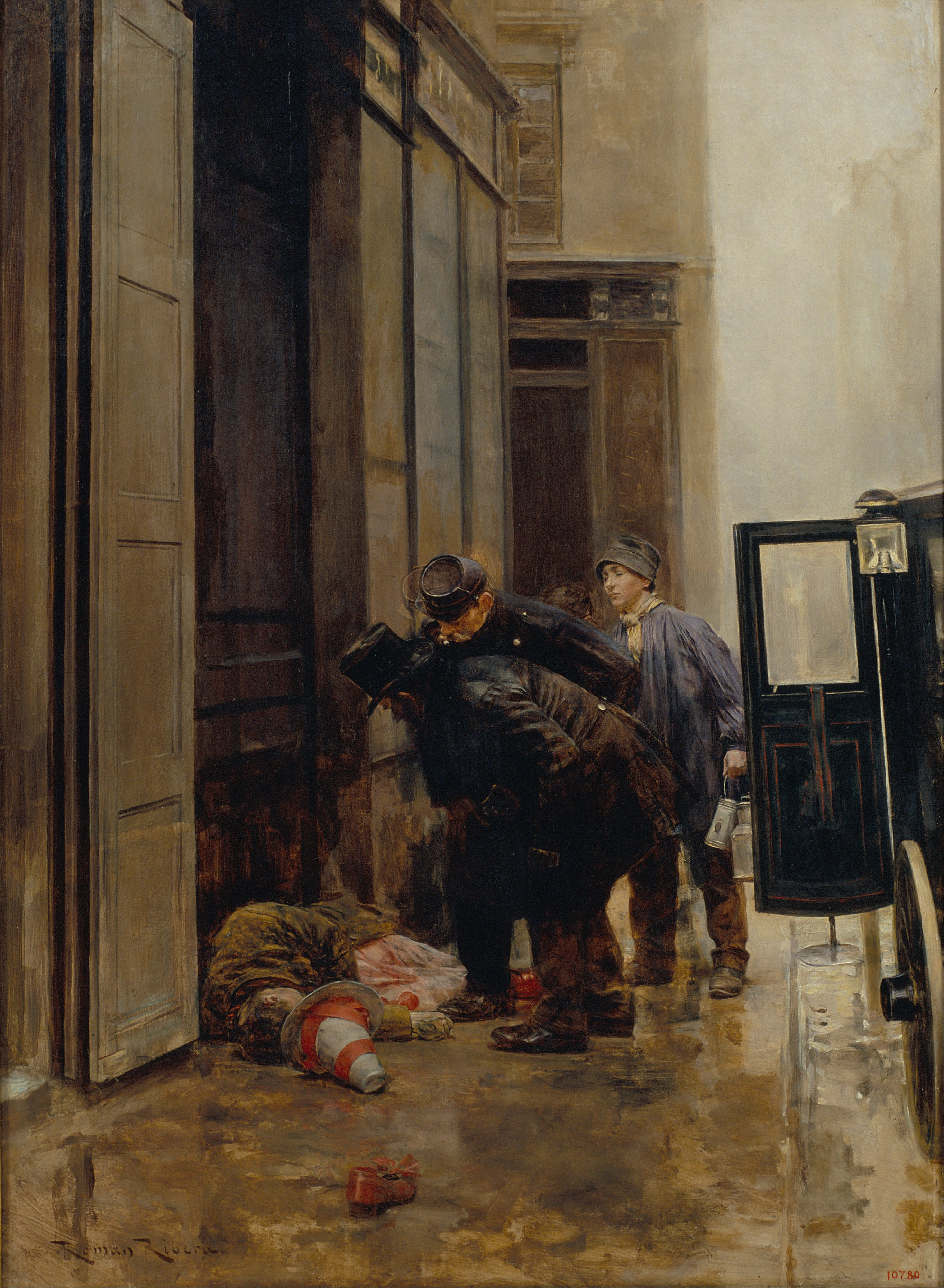
Смерть в маске
Выход из танца